# Epidendrum anatipedium
Epidendrum anatipedium là một loài thực vật có hoa trong họ Lan. Loài này được L.M.Sánchez & Hágsater mô tả khoa học đầu tiên năm 1993.